# Afinní konexe
Afinní konexe je geometrický objekt na hladké varietě, který spojuje okolní tečné prostory.
Pojem afinní konexe má své kořeny v geometrii 19. století a tenzorových počtech, ale nebyl plně rozvinutý až do roku 1920, kdy jej popsali Élie Cartan (jako součást jeho obecné teorie konexí) a Hermann Weyl (který používal tento pojem, jako součást jeho základů pro obecnou teorii relativity).

## Definice
Nechť M je hladká varieta a C∞(M,TM) je prostor vektorových polí na M, která je prostorem hladké sekce tečného bandlu TM. Potom afinní konexe na M je a bilineární zobrazení:
{\displaystyle {\begin{matrix}C^{\infty }(M,TM)\times C^{\infty }(M,TM)&\rightarrow &C^{\infty }(M,TM)\\(X,Y)&\mapsto &\nabla _{X}Y,\end{matrix}}}
taková, že pro všechny hladké funkce f v C∞(M,R) a všechna vektorová pole X, Y na M:
1. {\displaystyle \nabla _{fX}Y=f\nabla _{X}Y}, to znamená, že {\displaystyle \nabla } je C∞(M,R)-lineární v první proměnné;
2. {\displaystyle \nabla _{X}(fY)=\mathrm {d} f(X)Y+f\nabla _{X}Y}, to znamená, že {\displaystyle \nabla } splňuje Leibnizovo pravidlo ve druhé proměnné.